# Juan José Feliciano Fernández Campero
Juan José Feliciano Fernández Campero y Pérez de Uriondo Martiarena (San Francisco de Yavi, hoy provincia de Jujuy, Virreinato del Río de la Plata, 15 de junio de 1777 - Kingston, Jamaica, 22 de octubre de 1820), IV Marqués del Valle del Tojo, conocido como el Marqués de Yavi, fue un noble, hacendado y militar rioplatense que tuvo una actuación destacada en la Guerra de Independencia Argentina. Ostentó el único título nobiliario del entonces Virreinato del Río de la Plata. Tomó partido por la causa americana en la Batalla de Salta (1813), y tuvo el grado de Coronel Mayor del ejército de las Provincias Unidas del Río de la Plata. Fue un destacado combatiente en el frente oriental de la Puna y Tarija, lugarteniente de Martín Miguel de Güemes. Fue tomado prisionero de guerra por los realistas en la Batalla de Yavi, del 15 de noviembre de 1816, también denominada Sorpresa de Yavi. Encarcelado en Tupiza y en Potosí, fue sometido a Consejo de Guerra por su condición de noble y militar español, condenado a prisión perpetua y remitido a la metrópoli española, aunque falleció en camino hacia allí, en Jamaica.
Es  también prócer de la Independencia del Perú (Ley 6864 del año 1880 del Congreso del Perú).
Sus restos fueron repatriados desde Jamaica en el 2010 (190 años después de su fallecimiento), e inhumados en la Catedral Basílica de la ciudad de Jujuy, Argentina.

## Antecedentes familiares

Escudo de armas de Juan José Feliciano Fernández Campero y Pérez de Uriondo Martiarena.

Hijo del III marqués del Valle de Tojo o de Yavi, Juan José Gervasio Fernández Campero y Martiarena y de María Josefa Ignacia Pérez de Uriondo y Martiarena —sobrina y esposa del tercer marqués—, fue el IV marqués del Valle de Toxo —nombre legítimo del marquesado desde 1708— aunque se lo conocía como marqués de Yavi. En las Memorias del general José María Paz también es mencionado como conde de Jujuy y vizconde de San Mateo. Fue también caballero de la Orden de Carlos III y coronel mayor graduado de los Ejércitos de las Provincias Unidas del Río de la Plata. En algunos documentos aparece mencionado también con el nombre de Juan José Feliciano Alejo Fernández Campero.
Su marquesado se extendía por el norte de las actuales provincias argentinas de Jujuy y Salta, e incluía grandes extensiones del territorio de Tarija, sur de Chuquisaca y parte del sur de Potosí actualmente en Bolivia. Su título nobiliario constituyó lo que sería el único caso de nobleza otorgado en lo que luego sería la República Argentina: aunque Santiago de Liniers era Conde de Buenos Aires, su título no incluía dominios propietarios o posesivos propios. Fue, junto con el Barón de Holmberg, uno de los dos nobles que lucharon en las filas independentistas argentinas.
Además de ser pariente de Martín Miguel de Güemes, era tío del coronel Francisco Pérez de Uriondo, del sargento mayor Pedro Nolasco Pérez de Uriondo y del teniente coronel Manuel Pérez de Uriondo.
Sobre el marquesado que heredó y los tres marqueses que le precedieron en la historia se cuentan fantásticas historias acerca de su inmensa fortuna, proporcionada por la plata extraída de la mina de Cochinoca. Según estas versiones, supuestamente sus antepasados habrían escondido sus tesoros en una red de túneles a la que se accedía desde el subsuelo de su casa en Yavi mediante un mapa grabado sobre un muro en la montaña con indescifrables jeroglíficos. Otra leyenda sostiene que lo ocultaron en algún lugar de Jujuy, llevándolo mediante cuarenta mulas cargadas de alforjas con plata hacia un destino desconocido.

## La guerra de Independencia
En 1813 ocupaba el cargo de gobernador de la provincia de Salta —ocupada por los realistas— y jefe de Caballería realista. La patricia jujeña Juana Moro lo convenció de pasarse a las filas patriotas, ayudada por toda la red de parentescos y lealtades del IV Marqués de Yavi, que estaba alineada con los patriotas jujeños y salteños de la primera hora: su primo Martín Miguel de Güemes, los Goyechea, los Pérez de Uriondo, el padre Juan Ignacio Gorriti. Pasarse al bando patriota implicaba perder sus beneficios como noble español, dependiendo del resultado de la guerra también sus títulos y encomiendas, y exponerse a ser acusado de alta traición al Rey de España. A largo plazo, el título nobiliario fue la menor pérdida: su lealtad patriótica le costaría más tarde prisión, torturas y la muerte en tierra ajena. Puso además sus recursos económicos, mineros y de fuerzas vivas al servicio de la causa patriota.
El 20 de febrero de 1813, durante la batalla de Salta, el marqués —a cargo de un ala de caballería del ejército realista de Pío Tristán— se retiró por las lomas de Medeiros sin dar batalla, facilitando la victoria de las fuerzas patriotas. El "movimiento retrogrado qe. hizo la caballería enemiga" que relata en su parte del triunfo del general Manuel Belgrano, contribuyó en mucho al triunfo de las armas patriotas.
Belgrano lo designó su edecán y comandante de la Puna, y el 27 de junio de 1814 el director supremo Gervasio Antonio de Posadas le extendió los despachos de coronel del Ejército del Norte. 
Fernández Campero se incorporó así al combate a favor de la emancipación americana, acompañando como comandante de la Puna a su primo, el legendario caudillo Martín Miguel de Güemes, en una lucha que Leopoldo Lugones daría en llamar luego la Guerra Gaucha. 
Lo acompañaron en la vanguardia de la frontera como sus subcomandantes de la Sección Volante el capitán Juan José Quesada, el comandante de Gauchos Bonifacio Ruiz de los Llanos, los capitanes indígenas Diego Cala, Juan Antonio Rojas, Agustín Rivera y dos militares españoles pasados a sus filas, los coroneles Manuel Almonte y Fuente y José Antonio Acebey.
En el año 1813, la Asamblea General Constituyente reunida en Buenos Aires decretó la abolición de los títulos nobiliarios en el territorio rioplatense y la desaparición de los títulos de nobleza, con lo cual Fernández Campero solo poseyó la calidad de rico hombre o hacendado, desapareciendo el título nobiliario otorgado a su antepasado, Juan José Fernández Campero y Herrera por el Rey Felipe V de España en 1708.
Otros comandantes acompañaron a Martín Miguel Güemes en la llamada Guerra gaucha,  entre ellos, Francisco Pérez de Uriondo en Tarija, Manuel Arias en San Ramón de la Nueva Orán y San Andrés, José María Pérez de Urdininea en Humahuaca, Bartolomé de la Corte, Domingo Arenas, José de la Quintana, José Ignacio Gorriti —quien sucedió a Güemes como gobernador luego de su muerte— en Jujuy, y el Pachi Gorriti en la zona de Salta y Rosario de la Frontera
Fernández Campero combatió con el rango de coronel graduado del ejército de las Provincias Unidas del Río de la Plata desde 1813 hasta 1816, además de ejercer la comandancia general de la Puna con un ejército de más de seiscientos hombres montados y sostenidos a sus expensas, al que se llamaba el "Ejército Peruano".
Obtuvo la victoria en varios combates, como Puesto del Marqués, luego contra "Los Angélicos" y posteriormente en la batalla de Colpayo. En ese período bélico se produjeron en la Puna cuarenta combates, catorce de los cuales sucedieron en el las tierras pertenecientes al marquesado de Yavi. Fue un apoyo sustancial para las victorias de Güemes, con quien mantuvo un vínculo inquebrantable, inclusive cuando se produjo el enfrentamiento con el unitario José Rondeau. Sus tropas actuaron en los múltiples combates que se sucedieron en tierras de la Puna. Atendiendo a sus méritos, el director supremo Carlos María de Alvear lo ascendió el 24 de febrero de 1815 al grado de Coronel Mayor Graduado del Ejército, equivalente al de general.
En ese momento independentista fue también electo diputado al Congreso de Tucumán de 1816, por el partido de Chichas, con cabecera en Tupiza (actual Bolivia), junto con su amigo el sacerdote José Andrés Pacheco de Melo, pero no pudo incorporarse  al Congreso en razón de encontrarse en el frente de lucha, intentando detener el avance del virrey peruano José de la Serna. Este último estaba al frente del ejército realista, atacando al norte de las Provincias Unidas (Jujuy, Salta y el Alto Perú) desde el Virreinato del Perú con el propósito de recapturar para la Corona española el Virreinato del Río de la Plata. Al tomar conocimiento de la Declaración de Independencia, el marqués de Yavi redactó una encendida proclama independentista que se conoció como la Arenga de Santa Rosa, mediante la cual hizo juramentar fidelidad a sus soldados hacia la nueva Nación el 31 de agosto de 1816.

...Hoy que es día en que la Iglesia celebra la única santa canonizada del Perú, hemos jurado la independencia de la América del Sud, de orden del señor general en jefe don Manuel Belgrano, por disposición del Soberano Congreso reunido en el Tucumán, que componen la Nación; es decir: que nos separamos absolutamente de toda dominación europea. Nada hacemos con hablarlo, ofrecerlo y prometerlo, si nuestra constancia falta y el valor desmaya. Al arma, americanos. Advertir que más de 300 años hemos sido cautivos y con este acto se han roto las cadenas que nos oprimían: tratemos de realizar este gran proyecto. El tirano procurará devorarnos; opongámosles pecho firme, ánimo resuelto, unión y virtud para resistirlo. Veréis que el imperio de nuestros Incas renace, la antigua corte del Cuzco florece. Nosotros nos haremos de un gobierno dulce y nuestros nombres serán eternos en los fastos de la historia. Repito: si queréis ser independientes, si apetecéis componer una nación grande, llegar al rango de nuestros antepasados, conservad la Religión Católica, la virtud arregle nuestras operaciones, el valor y entusiasmo las rija. Con esto lograremos nuestros fines. Entra tanto resuenen por el aire las voces halagüeñas. ¡Viva la América del Sud! ¡Viva nuestra amada Patria! ¡Viva el Imperio peruano y vivan sus hijos en unión!

El año de 1816 fue un año decisivo en la acción del Ejército de Observación que comandaba el general Güemes —también Gobernador de Salta— formado no sólo por milicias de gauchos (los Infernales), sino también por Patriotas Decididos (agrupados en Húsares y Dragones) y el regimiento de Pardos y Morenos, para detener las avanzadas realistas sobre Jujuy y Salta. Las milicias levantadas y sostenidas por el general Fernández Campero en la Puna y Tarija —donde se situaba su marquesado y encomiendas—  resultaron indispensables para sostener el frente de batalla estabilizado en el borde del Alto Perú. Primeramente Belgrano y luego  Güemes, depositaron  plena confianza en la persona de Fernández Campero, como su subordinado y pariente, según lo testimonian las siguientes cartas. Desde El Moreno, el 14 de septiembre de 1816, Fernández Campero escribía a su primo el general Güemes: 

Mi amado Martín y mi buen amigo. Siempre te he dicho la verdad y jamás dejaré de expresarla a voz de cuello. Anteriormente he dado mis quejas, no se pone remedio, ni tampoco quiero ser ludibrio de chuchumecos, basta de espantajos. Va el oficio adjunto para el señor Belgrano, espero le des curso, única prueba que apetezco de tu amistad sincera y de nuestro parentesco y cree que a no haber salido el enemigo de Yavi, no en el número de 100 hombres; si sigue sus marchas lo he de hostilizar hasta entonces, si viene. Hasta la repuesta del general (Belgrano) ocupo este punto. No procedo acalorado, nací con honor y trato de sostenerlo. Las cartas que me escriben no llegan y cuando las veo están abiertas; se desconfía de mí, después de que he sostenido estos puntos con mi dinero desde enero; basta, todos me mandan y nadie obedece.

Pancho (se refiere a Francisco Pérez de Uriondo) me escribe que no ha recibido la ropa suya que le mande con Madariaga; sé que se haya allí; trata de estrecharlo para que vomite.

Manda siempre con confianza a tu amante primo y mejor amigo que te ama muy de corazón. Juan José Fernández Campero."

Por su parte, Martín Miguel de Güemes le respondía a Fernández Campero con igual confianza y afecto, en una carta fechada en Jujuy el 14 de septiembre de 1816: 

Amado Juan José: a tiempo de salir la que con fecha de ayer te escribo, llega mis manos la tuya del 12 con el parte oficial del movimiento del enemigo. Nada tengo que agregar a lo que te digo de oficio. Tú estás más inmediato, o tienes la cosa presente y con este concepto haz de operar ejecutivamente sin comprometer la suerte de las armas que mandas, per es de necesidad que indispensablemente me avises de todos tus planes, y medidas, según y como las tomes, para que en combinación con las mías, tengan el efecto que nos propongamos. Saravia debe venir a tus órdenes, aunque no sea más que para proteger tu retirada y así es preciso que lo actives y ejecutes del modo más análogo a las circunstancias. En fin, haz cuanto gustes y estimes conveniente para eludir las intensiones del enemigo calculando éstas por sus posteriores movimientos. Y espera tus avisos tu amante primo y mejor amigo que te estima. Martín Güemes."

## Derrota, cautiverio y muerte
El amanecer del 15 de noviembre de 1816, mientras escuchaba misa en su capilla particular de Yavi, las milicias del general Fernandez Campero fueron atacadas por el coronel realista Guillermo Marquiegui, hecho conocido como sorpresa o batalla de Yavi. El marqués fue fue tomado prisionero por los realistas Pedro Antonio Olañeta y Guillermo Marquiegui.
La población y las milicias bajo el mando del general Fernández Campero: fueron tomados prisioneros en la batalla, 36 oficiales patriotas y 340 combatientes. En un primer acto de represalia de los realistas fue pasar por las armas al comandante Diego Cala, mano derecha del general Fernández Campero, solo por el hecho de "ser indio nativo". El resto de la población fue trasladada por la fuerza a Potosí, donde fueron torturados y varios muertos. El 6 de enero de 1817, según las declaraciones del teniente coronel patriota José Remigio Plaza, prisionero de los realistas que logró huir de su cautiverio:

...informó al oficial sumariante que el dia de Reyes degollaron en la Plaza de Potosí a cuarenta y tantos prisioneros de los de Yavi, y entre ellos a tres mujeres patriotas de aquel pueblo... que a las cuatro de la tarde del mismo día voló el almacén de pólvora con tres mil quintales que tenían en el Convento de Santo Domingo, cuyo incendio derribó las cuatro cuadras del contorno de dicho convento.."

Luego de esta cruel peripecia, pocos pobladores regresaron a su solar natal, elevando como ofrenda de gratitud, una imagen de la Virgen del Rosario, patrona del Ejército del Norte y de la diócesis de Jujuy  y en cuya presencia Belgrano bendijo la bandera el 25 de mayo de 1812 en la Iglesia Matriz Jujeña. Esta imagen está aún en los altares de la Capilla de Yavi, antigua capilla palatina del marquesado.
Ante la captura del Coronel Fernández Campero por los realistas, el frente norte de lucha sufrió un grave contratiempo, movilizando a Martín Miguel de Güemes a buscar un cambio de prisioneros realistas por la persona del Marqués, recibiendo respuestas negativas por parte del General José de La Serna. En el Congreso de Tucumán, el diputado por Jujuy, Sánchez de Bustamante indicó que:

...A efecto de salvar la vida del marqués y demás prisioneros, el sesgo de que se hiciese entender con el enemigo, que usaríamos del derecho de represalias irremisiblemente, si pasara por las armas a algunos de ellos"

En un primer momento, Juan José Feliciano Fernández Campero logró escapar de los realistas en Tupiza, pero fue descubierto en Potosí, y nuevamente encarcelado. Por último fue enviado a Lima por decisión del fiscal militar realista, para ser sometido a juicio por su condición de noble alzado en armas contra la corona a favor de la Emancipación, lo que implicaba alta traición. Se realizaron tentativas de intercambio de prisioneros, solicitando su liberación personalidades como los generales José de San Martín, Manuel Belgrano y Güemes, y por el pleno del Congreso de Tucumán, lo que no fue concedido por los Virreyes del Perú, obstinados en su venganza contra el Marqués.
Junto a él fueron enviados otros prisioneros patriotas, como el sacerdote Juan Valdez, el fraile agustino Indalecio Salazar, el cura Valverde, Don José Durán Castro, quince "paisanos" y el fraile Francisco Polanco. El 23 de enero de 1818 arribaron a Lima, luego de viajar desde Tacna, y fueron encerrados en las mazmorras de la Fortaleza del Real Felipe de El Callao. Sin haber sido enjuiciado, dos años más tarde se decidió su traslado hacia la Península para ser sometido a juicio. 
Embarcado a España, vía Panamá, el general Campero cayó enfermo en alta mar fruto de años de prisión y malos tratos, lo que forzó el desembarco del navío en Kingston (Jamaica), donde falleció el 22 de octubre de 1820, habiendo testado dos días antes. Sus restos fueron enterrados en el atrio de la Iglesia Católica de Santa María, según la partida firmada por el párroco católico de la colonia británica.
Hubo que esperar hasta el 2009 y el dictado de una Ley Nacional para que sus restos fueran repatriados a su provincia natal, Jujuy, e inhumados en la Catedral jujeña. La ceremonia de exhumación de los restos simbólicos en Kingston, se realizó el 10 de mayo de 2010, siendo entregados al Dr. Rodolfo Martín Campero, perteneciente a la familia extendida del prócer.

## Descendencia
Fue declarado Prócer de la Independencia del Perú mediante la ley del Perú N.º 6864, promulgada el 2 de abril de 1930, por el presidente Augusto Leguía. Dicha ley fue votada por el Congreso peruano y declaraba a Juan José Feliciano Fernández Campero acreedor de la gratitud nacional y establecía la repatriación de sus restos desde Jamaica, para ser depositados en el Panteón de los Próceres, en el centro histórico de Lima. Dicha ley continúa en vigencia, pero no fue cumplimentada en su momento. También fue conocido en aquella región como el marqués de la Guerra Gaucha. En el Monumento al general Güemes y sus comandantes de la ciudad de Salta está inscripto un epitafio en su nombre.
De su unión con Calixta Barragán y Gulliazasti nacieron sus hijos, Fernando María Campero Barragán —de notoria actuación pública en los sucesos políticos de la primera y segunda mitad del siglo XIX en el norte argentino y en la República de Bolivia—, su hija María Calixta Campero Barragán, —casada con Miguel Anzoátegui Pachecho de Melo— y su hijo menor José María del Pilar Campero, quien falleció en la infancia. Entre sus descendientes se encuentran la escritora y poetisa boliviana Lindaura Anzoátegui Campero, el obispo de Salta Julio Campero y Aráoz, el diplomático boliviano Antonio Campero Arce, el poeta boliviano Octavio Campero Echazú y el guerrillero boliviano Jaime Arana Campero. El presidente de Bolivia, Narciso Campero Leyes era su sobrino carnal por ser el hijo de Felipe Campero, su hermano. La familia de la extinta presidenta del Senado del Estado Plurinacional de Bolivia, Ana María Romero de Campero, y del actual senador boliviano por Tarija, Fernando Campero Paz, también descienden de don Juan José Feliciano Fernández Campero por vía directa.

## Homenajes

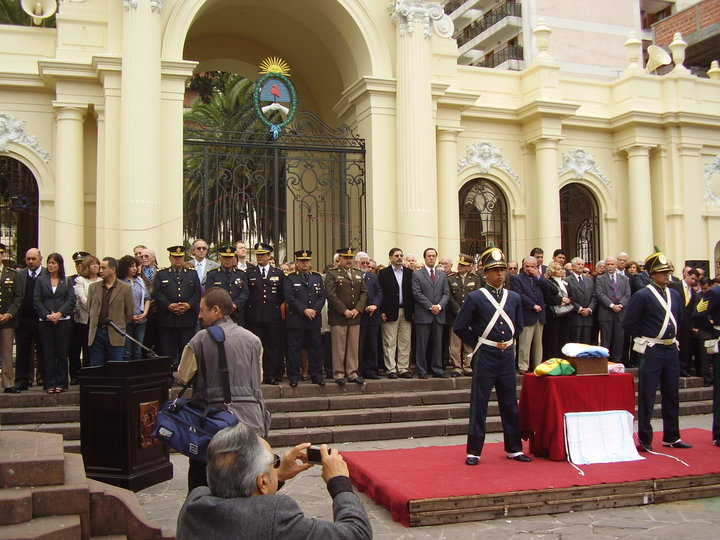
Ceremonia de inhumación de los restos del Coronel Juan José Feliciano Fernández Campero en la Catedral Basílica de San Salvador de Jujuy, provincia de Jujuy, luego de su repatriación desde Jamaica. Mayo de 2010.

El Congreso de la Nación Argentina lo ha considerado el "primer caso documentado de denuncias por torturas de prisioneros emprendido en la etapa pos-colonial de esta parte de América" 
El 11 de marzo de 2009, en una ceremonia encabezada por el embajador argentino en Jamaica, junto con representantes diplomáticos y embajadores de Colombia, Chile, México y Venezuela, representantes del gobierno, el cardenal de Jamaica, la Defense Force de Jamaica y su banda de música, se procedió a la exhumación simbólica de lo encontrado en su tumba, pedregullo calcinado con restos irreconocibles de Juan José Feliciano Fernández Campero. Los mismos fueron recogidos en  lo que había sido el atrio del antiguo templo católico jamaiquino de la Holy Trinity Church (Iglesia de la Sagrada Trinidad). Cada uno de los presentes en el acto hizo su aporte a la urna. Al finalizar, los clarines presentes tocaron a silencio. El lugar, destruido por un terremoto en 1907, actualmente está ocupado por un pequeño jardín de lo que era la Imprenta del Estado de Jamaica. La urna con los restos simbólicos fue entregada a Rodolfo Martín Campero, descendiente de la familia del Marqués, por el embajador argentino José Pino. El propósito final de este acto fue el inicio de una reparación histórica de su figura; el objetivo de su repatriación a la Argentina fue darle sepultura final en la actual Provincia de Jujuy.
El 9 de abril de 2010, en el atrio de la Catedral de San Salvador de Jujuy, se realizó la ceremonia de inhumación simbólica de los restos del Coronel Juan José Feliciano Fernández Campero. Luego de 190 años de su muerte en Jamaica, sus restos retornaron a la Argentina gracias a las gestiones de sus descendientes ante el ministerio de Relaciones Exteriores, Comercio Internacional y Culto de la República Argentina. Dicha ceremonia fue presidida por autoridades civiles, militares y eclesiásticas de la provincia de Jujuy, en el marco de las celebraciones del Bicentenario de la Argentina. Desde esa fecha los restos de quien fuera conocido como el "Marqués de la Guerra Gaucha" reposan en el atrio de la catedral jujeña junto a los restos de Teodoro Sánchez de Bustamante y los hermanos Gorriti.
El 15 de noviembre de 2012, la Legislatura de la Provincia de Jujuy por unanimidad decretó que cada 15 de noviembre se conmemorará el "Día de los Mártires de Yavi", en homenaje a los indígenas y criollos que junto al Coronel Juan José Feliciano Fernández Campero, cayeron prisioneros de los realistas en la misma fecha, en 1816. Entre ellos se destacan el Comandante Diego Cala, quien fue pasado por las armas en forma inmediata "por ser un indio rebelde", como también mujeres y niños que luego fueron llevados a Potosí y entregados como esclavos. Este homenaje unió la gesta del Coronel Mayor Juan José Feliciano Fernández Campero y las de sus tropas con los homenajes llevados a cabo con motivo del bicentenario del "Éxodo Jujeño".

## Antepasados
| \| \| \| \| \| \| \| \| \| \| \| \| \| \| \| \| \| \| \| \| 16. Juan de Martiarena y Michelena \| \| \| \| \| \| \| \| \| \| \| \| \| \| \| \| \| \| \| \| \| \| \| \| \| \| \| \| \| \| \| \| \| \| \| \| \| \| \| \| \| \| \| \| \| \| \| \| \| \| \| \| \| \| 8. José de Martiarena y Ugalde \| \| \| \| \| \| \| \| \| \| \| \| \| \| \| \| \| \| \| \| \| \| \| \| \| \| \| \| \| \| \| \| \| \| \| \| \| \| \| \| \| \| \| \| \| \| \| \| \| \| \| \| \| \| 17. Gracia de Ugalde e Irigoyen \| \| \| \| \| \| \| \| \| \| \| \| \| \| \| \| \| \| \| \| \| \| \| \| \| \| \| \| \| \| \| \| \| \| \| \| \| \| \| \| \| \| \| \| \| \| \| \| \| \| \| \| \| \| 4. Alejo de Martiarena y del Barranco \| \| \| \| \| \| \| \| \| \| \| \| \| \| \| \| \| \| \| \| \| \| \| \| \| \| \| \| \| \| \| \| \| \| \| \| \| \| \| \| \| \| \| \| \| \| \| \| \| \| \| \| \| \| 18. Salvador del Barranco y Crespo \| \| \| \| \| \| \| \| \| \| \| \| \| \| \| \| \| \| \| \| \| \| \| \| \| \| \| \| \| \| \| \| \| \| \| \| \| \| \| \| \| \| \| \| \| \| \| \| \| \| \| \| \| \| 9. Serafina Josefina del Barranco y Zapiain \| \| \| \| \| \| \| \| \| \| \| \| \| \| \| \| \| \| \| \| \| \| \| \| \| \| \| \| \| \| \| \| \| \| \| \| \| \| \| \| \| \| \| \| \| \| \| \| \| \| \| \| \| \| 19. Martina Zapiain y Zavaleta \| \| \| \| \| \| \| \| \| \| \| \| \| \| \| \| \| \| \| \| \| \| \| \| \| \| \| \| \| \| \| \| \| \| \| \| \| \| \| \| \| \| \| \| \| \| \| \| \| \| \| \| \| \| 2. Juan José Gervasio Fernández-Campero, III Marqués del Valle de Toxo \| \| \| \| \| \| \| \| \| \| \| \| \| \| \| \| \| \| \| \| \| \| \| \| \| \| \| \| \| \| \| \| \| \| \| \| \| \| \| \| \| \| \| \| \| \| \| \| \| \| \| \| \| \| 20. Juan Fernández-Campero y Rodríguez \| \| \| \| \| \| \| \| \| \| \| \| \| \| \| \| \| \| \| \| \| \| \| \| \| \| \| \| \| \| \| \| \| \| \| \| \| \| \| \| \| \| \| \| \| \| \| \| \| \| \| \| \| \| 10. Juan José Fernández-Campero de Herrera, I Marqués del Valle de Toxo \| \| \| \| \| \| \| \| \| \| \| \| \| \| \| \| \| \| \| \| \| \| \| \| \| \| \| \| \| \| \| \| \| \| \| \| \| \| \| \| \| \| \| \| \| \| \| \| \| \| \| \| \| \| 21. María de Herrera y Pérez de Camino \| \| \| \| \| \| \| \| \| \| \| \| \| \| \| \| \| \| \| \| \| \| \| \| \| \| \| \| \| \| \| \| \| \| \| \| \| \| \| \| \| \| \| \| \| \| \| \| \| \| \| \| \| \| 5. Manuela Micaela Ignacia Fernández-Campero y Gutiérrez de la Portilla, II Marquesa del Valle de Toxo \| \| \| \| \| \| \| \| \| \| \| \| \| \| \| \| \| \| \| \| \| \| \| \| \| \| \| \| \| \| \| \| \| \| \| \| \| \| \| \| \| \| \| \| \| \| \| \| \| \| \| \| \| \| 22. Benito Gutiérrez de la Portilla \| \| \| \| \| \| \| \| \| \| \| \| \| \| \| \| \| \| \| \| \| \| \| \| \| \| \| \| \| \| \| \| \| \| \| \| \| \| \| \| \| \| \| \| \| \| \| \| \| \| \| \| \| \| 11. Josefina Gutiérrez de la Portilla y Fernández Caballero \| \| \| \| \| \| \| \| \| \| \| \| \| \| \| \| \| \| \| \| \| \| \| \| \| \| \| \| \| \| \| \| \| \| \| \| \| \| \| \| \| \| \| \| \| \| \| \| \| \| \| \| \| \| 23. Juana Fernández Caballero \| \| \| \| \| \| \| \| \| \| \| \| \| \| \| \| \| \| \| \| \| \| \| \| \| \| \| \| \| \| \| \| \| \| \| \| \| \| \| \| \| \| \| \| \| \| \| \| \| \| \| \| \| \| 1. Juan José Feliciano Fernández Campero y Pérez de Uriondo Martiarena, IV Marqués de Yavi \| \| \| \| \| \| \| \| \| \| \| \| \| \| \| \| \| \| \| \| \| \| \| \| \| \| \| \| \| \| \| \| \| \| \| \| \| \| \| \| \| \| \| \| \| \| \| \| \| \| \| \| \| \| 24. Francisco Pérez de Uriondo y Ortiz de Salinas \| \| \| \| \| \| \| \| \| \| \| \| \| \| \| \| \| \| \| \| \| \| \| \| \| \| \| \| \| \| \| \| \| \| \| \| \| \| \| \| \| \| \| \| \| \| \| \| \| \| \| \| \| \| 12. Francisco Pérez de Uriondo y Martínez de Ízaga \| \| \| \| \| \| \| \| \| \| \| \| \| \| \| \| \| \| \| \| \| \| \| \| \| \| \| \| \| \| \| \| \| \| \| \| \| \| \| \| \| \| \| \| \| \| \| \| \| \| \| \| \| \| 25. Ana María Martínez de Ízaga y Ortiz de Salido \| \| \| \| \| \| \| \| \| \| \| \| \| \| \| \| \| \| \| \| \| \| \| \| \| \| \| \| \| \| \| \| \| \| \| \| \| \| \| \| \| \| \| \| \| \| \| \| \| \| \| \| \| \| 6. Joaquín Pérez de Uriondo y Martínez de Murguía \| \| \| \| \| \| \| \| \| \| \| \| \| \| \| \| \| \| \| \| \| \| \| \| \| \| \| \| \| \| \| \| \| \| \| \| \| \| \| \| \| \| \| \| \| \| \| \| \| \| \| \| \| \| 26. Domingo Martínez de Murguía e Inchaurregui \| \| \| \| \| \| \| \| \| \| \| \| \| \| \| \| \| \| \| \| \| \| \| \| \| \| \| \| \| \| \| \| \| \| \| \| \| \| \| \| \| \| \| \| \| \| \| \| \| \| \| \| \| \| 13. Magdalena Martínez de Murguía y Ortiz de Salinas \| \| \| \| \| \| \| \| \| \| \| \| \| \| \| \| \| \| \| \| \| \| \| \| \| \| \| \| \| \| \| \| \| \| \| \| \| \| \| \| \| \| \| \| \| \| \| \| \| \| \| \| \| \| 27. María Ortiz de Salinas y Martínez de Zubiegui \| \| \| \| \| \| \| \| \| \| \| \| \| \| \| \| \| \| \| \| \| \| \| \| \| \| \| \| \| \| \| \| \| \| \| \| \| \| \| \| \| \| \| \| \| \| \| \| \| \| \| \| \| \| 3. María Josefa Ignacia Pérez de Uriondo y Martiarena \| \| \| \| \| \| \| \| \| \| \| \| \| \| \| \| \| \| \| \| \| \| \| \| \| \| \| \| \| \| \| \| \| \| \| \| \| \| \| \| \| \| \| \| \| \| \| \| \| \| \| \| \| \| 28. José de Martiarena y Ugalde (=8) \| \| \| \| \| \| \| \| \| \| \| \| \| \| \| \| \| \| \| \| \| \| \| \| \| \| \| \| \| \| \| \| \| \| \| \| \| \| \| \| \| \| \| \| \| \| \| \| \| \| \| \| \| \| 14. Alejo de Martiarena y del Barranco (=4) \| \| \| \| \| \| \| \| \| \| \| \| \| \| \| \| \| \| \| \| \| \| \| \| \| \| \| \| \| \| \| \| \| \| \| \| \| \| \| \| \| \| \| \| \| \| \| \| \| \| \| \| \| \| 29. Serafina Josefina del Barranco y Zapiain (=9) \| \| \| \| \| \| \| \| \| \| \| \| \| \| \| \| \| \| \| \| \| \| \| \| \| \| \| \| \| \| \| \| \| \| \| \| \| \| \| \| \| \| \| \| \| \| \| \| \| \| \| \| \| \| 7. María Antonia Prudencia Martiarena del Barranco y Fernández-Campero \| \| \| \| \| \| \| \| \| \| \| \| \| \| \| \| \| \| \| \| \| \| \| \| \| \| \| \| \| \| \| \| \| \| \| \| \| \| \| \| \| \| \| \| \| \| \| \| \| \| \| \| \| \| 30. Juan José Fernández-Campero de Herrera, I Marqués del Valle de Toxo (=10) \| \| \| \| \| \| \| \| \| \| \| \| \| \| \| \| \| \| \| \| \| \| \| \| \| \| \| \| \| \| \| \| \| \| \| \| \| \| \| \| \| \| \| \| \| \| \| \| \| \| \| \| \| \| 15. Manuela Micaela Ignacia Fernández-Campero y Gutiérrez de la Portilla, II Marquesa del Valle de Toxo (=5) \| \| \| \| \| \| \| \| \| \| \| \| \| \| \| \| \| \| \| \| \| \| \| \| \| \| \| \| \| \| \| \| \| \| \| \| \| \| \| \| \| \| \| \| \| \| \| \| \| \| \| \| \| \| 31. Josefina Gutiérrez de la Portilla y Fernández Caballero (=11) \| \| \| \| \| \| \| \| \| \| \| \| \| \| \| \| \| \| \| \| \| \| \| \| \| \| \| \| \| \| \| \| \| \| \| \| \| \| \| \| \| \| \| \| \| \| \| \| \| \| \| \| | |  |  |  |  |  |  |  |  |  |  |  |  |  |  |  |
| | |  |  |  |  |  |  |  |  |  |  |  |  |  |  |  |
| | 16. Juan de Martiarena y Michelena                                                                           |  |  |  |  |  |  |  |  |  |  |  |  |  |  |  |
| | |  |  |  |  |  |  |  |  |  |  |  |  |  |  |  |
| | |  |  |  |  |  |  |  |  |  |  |  |  |  |  |  |
| | 8. José de Martiarena y Ugalde                                                                               |  |  |  |  |  |  |  |  |  |  |  |  |  |  |  |
| | |  |  |  |  |  |  |  |  |  |  |  |  |  |  |  |
| | |  |  |  |  |  |  |  |  |  |  |  |  |  |  |  |
| | 17. Gracia de Ugalde e Irigoyen                                                                              |  |  |  |  |  |  |  |  |  |  |  |  |  |  |  |
| | |  |  |  |  |  |  |  |  |  |  |  |  |  |  |  |
| | |  |  |  |  |  |  |  |  |  |  |  |  |  |  |  |
| | 4. Alejo de Martiarena y del Barranco                                                                        |  |  |  |  |  |  |  |  |  |  |  |  |  |  |  |
| | |  |  |  |  |  |  |  |  |  |  |  |  |  |  |  |
| | |  |  |  |  |  |  |  |  |  |  |  |  |  |  |  |
| | 18. Salvador del Barranco y Crespo                                                                           |  |  |  |  |  |  |  |  |  |  |  |  |  |  |  |
| | |  |  |  |  |  |  |  |  |  |  |  |  |  |  |  |
| | |  |  |  |  |  |  |  |  |  |  |  |  |  |  |  |
| | 9. Serafina Josefina del Barranco y Zapiain                                                                  |  |  |  |  |  |  |  |  |  |  |  |  |  |  |  |
| | |  |  |  |  |  |  |  |  |  |  |  |  |  |  |  |
| | |  |  |  |  |  |  |  |  |  |  |  |  |  |  |  |
| | 19. Martina Zapiain y Zavaleta                                                                               |  |  |  |  |  |  |  |  |  |  |  |  |  |  |  |
| | |  |  |  |  |  |  |  |  |  |  |  |  |  |  |  |
| | |  |  |  |  |  |  |  |  |  |  |  |  |  |  |  |
| | 2. Juan José Gervasio Fernández-Campero, III Marqués del Valle de Toxo                                       |  |  |  |  |  |  |  |  |  |  |  |  |  |  |  |
| | |  |  |  |  |  |  |  |  |  |  |  |  |  |  |  |
| | |  |  |  |  |  |  |  |  |  |  |  |  |  |  |  |
| | 20. Juan Fernández-Campero y Rodríguez                                                                       |  |  |  |  |  |  |  |  |  |  |  |  |  |  |  |
| | |  |  |  |  |  |  |  |  |  |  |  |  |  |  |  |
| | |  |  |  |  |  |  |  |  |  |  |  |  |  |  |  |
| | 10. Juan José Fernández-Campero de Herrera, I Marqués del Valle de Toxo                                      |  |  |  |  |  |  |  |  |  |  |  |  |  |  |  |
| | |  |  |  |  |  |  |  |  |  |  |  |  |  |  |  |
| | |  |  |  |  |  |  |  |  |  |  |  |  |  |  |  |
| | 21. María de Herrera y Pérez de Camino                                                                       |  |  |  |  |  |  |  |  |  |  |  |  |  |  |  |
| | |  |  |  |  |  |  |  |  |  |  |  |  |  |  |  |
| | |  |  |  |  |  |  |  |  |  |  |  |  |  |  |  |
| | 5. Manuela Micaela Ignacia Fernández-Campero y Gutiérrez de la Portilla, II Marquesa del Valle de Toxo       |  |  |  |  |  |  |  |  |  |  |  |  |  |  |  |
| | |  |  |  |  |  |  |  |  |  |  |  |  |  |  |  |
| | |  |  |  |  |  |  |  |  |  |  |  |  |  |  |  |
| | 22. Benito Gutiérrez de la Portilla                                                                          |  |  |  |  |  |  |  |  |  |  |  |  |  |  |  |
| | |  |  |  |  |  |  |  |  |  |  |  |  |  |  |  |
| | |  |  |  |  |  |  |  |  |  |  |  |  |  |  |  |
| | 11. Josefina Gutiérrez de la Portilla y Fernández Caballero                                                  |  |  |  |  |  |  |  |  |  |  |  |  |  |  |  |
| | |  |  |  |  |  |  |  |  |  |  |  |  |  |  |  |
| | |  |  |  |  |  |  |  |  |  |  |  |  |  |  |  |
| | 23. Juana Fernández Caballero                                                                                |  |  |  |  |  |  |  |  |  |  |  |  |  |  |  |
| | |  |  |  |  |  |  |  |  |  |  |  |  |  |  |  |
| | |  |  |  |  |  |  |  |  |  |  |  |  |  |  |  |
| | 1. Juan José Feliciano Fernández Campero y Pérez de Uriondo Martiarena, IV Marqués de Yavi                   |  |  |  |  |  |  |  |  |  |  |  |  |  |  |  |
| | |  |  |  |  |  |  |  |  |  |  |  |  |  |  |  |
| | |  |  |  |  |  |  |  |  |  |  |  |  |  |  |  |
| | 24. Francisco Pérez de Uriondo y Ortiz de Salinas                                                            |  |  |  |  |  |  |  |  |  |  |  |  |  |  |  |
| | |  |  |  |  |  |  |  |  |  |  |  |  |  |  |  |
| | |  |  |  |  |  |  |  |  |  |  |  |  |  |  |  |
| | 12. Francisco Pérez de Uriondo y Martínez de Ízaga                                                           |  |  |  |  |  |  |  |  |  |  |  |  |  |  |  |
| | |  |  |  |  |  |  |  |  |  |  |  |  |  |  |  |
| | |  |  |  |  |  |  |  |  |  |  |  |  |  |  |  |
| | 25. Ana María Martínez de Ízaga y Ortiz de Salido                                                            |  |  |  |  |  |  |  |  |  |  |  |  |  |  |  |
| | |  |  |  |  |  |  |  |  |  |  |  |  |  |  |  |
| | |  |  |  |  |  |  |  |  |  |  |  |  |  |  |  |
| | 6. Joaquín Pérez de Uriondo y Martínez de Murguía                                                            |  |  |  |  |  |  |  |  |  |  |  |  |  |  |  |
| | |  |  |  |  |  |  |  |  |  |  |  |  |  |  |  |
| | |  |  |  |  |  |  |  |  |  |  |  |  |  |  |  |
| | 26. Domingo Martínez de Murguía e Inchaurregui                                                               |  |  |  |  |  |  |  |  |  |  |  |  |  |  |  |
| | |  |  |  |  |  |  |  |  |  |  |  |  |  |  |  |
| | |  |  |  |  |  |  |  |  |  |  |  |  |  |  |  |
| | 13. Magdalena Martínez de Murguía y Ortiz de Salinas                                                         |  |  |  |  |  |  |  |  |  |  |  |  |  |  |  |
| | |  |  |  |  |  |  |  |  |  |  |  |  |  |  |  |
| | |  |  |  |  |  |  |  |  |  |  |  |  |  |  |  |
| | 27. María Ortiz de Salinas y Martínez de Zubiegui                                                            |  |  |  |  |  |  |  |  |  |  |  |  |  |  |  |
| | |  |  |  |  |  |  |  |  |  |  |  |  |  |  |  |
| | |  |  |  |  |  |  |  |  |  |  |  |  |  |  |  |
| | 3. María Josefa Ignacia Pérez de Uriondo y Martiarena                                                        |  |  |  |  |  |  |  |  |  |  |  |  |  |  |  |
| | |  |  |  |  |  |  |  |  |  |  |  |  |  |  |  |
| | |  |  |  |  |  |  |  |  |  |  |  |  |  |  |  |
| | 28. José de Martiarena y Ugalde (=8)                                                                         |  |  |  |  |  |  |  |  |  |  |  |  |  |  |  |
| | |  |  |  |  |  |  |  |  |  |  |  |  |  |  |  |
| | |  |  |  |  |  |  |  |  |  |  |  |  |  |  |  |
| | 14. Alejo de Martiarena y del Barranco (=4)                                                                  |  |  |  |  |  |  |  |  |  |  |  |  |  |  |  |
| | |  |  |  |  |  |  |  |  |  |  |  |  |  |  |  |
| | |  |  |  |  |  |  |  |  |  |  |  |  |  |  |  |
| | 29. Serafina Josefina del Barranco y Zapiain (=9)                                                            |  |  |  |  |  |  |  |  |  |  |  |  |  |  |  |
| | |  |  |  |  |  |  |  |  |  |  |  |  |  |  |  |
| | |  |  |  |  |  |  |  |  |  |  |  |  |  |  |  |
| | 7. María Antonia Prudencia Martiarena del Barranco y Fernández-Campero                                       |  |  |  |  |  |  |  |  |  |  |  |  |  |  |  |
| | |  |  |  |  |  |  |  |  |  |  |  |  |  |  |  |
| | |  |  |  |  |  |  |  |  |  |  |  |  |  |  |  |
| | 30. Juan José Fernández-Campero de Herrera, I Marqués del Valle de Toxo (=10)                                |  |  |  |  |  |  |  |  |  |  |  |  |  |  |  |
| | |  |  |  |  |  |  |  |  |  |  |  |  |  |  |  |
| | |  |  |  |  |  |  |  |  |  |  |  |  |  |  |  |
| | 15. Manuela Micaela Ignacia Fernández-Campero y Gutiérrez de la Portilla, II Marquesa del Valle de Toxo (=5) |  |  |  |  |  |  |  |  |  |  |  |  |  |  |  |
| | |  |  |  |  |  |  |  |  |  |  |  |  |  |  |  |
| | |  |  |  |  |  |  |  |  |  |  |  |  |  |  |  |
| | 31. Josefina Gutiérrez de la Portilla y Fernández Caballero (=11)                                            |  |  |  |  |  |  |  |  |  |  |  |  |  |  |  |
| | |  |  |  |  |  |  |  |  |  |  |  |  |  |  |  |
| | |  |  |  |  |  |  |  |  |  |  |  |  |  |  |  |

| Predecesor: Juan José Gervasio Fernández Campero | Marqués del Valle del Toxo 1784-1820 | Sucesor (en España): Vicente Francisco del Sol y Veyán |